# Galeandra junceoides
Galeandra junceoides är en orkidéart som beskrevs av João Barbosa Rodrigues. Galeandra junceoides ingår i släktet Galeandra och familjen orkidéer. Inga underarter finns listade i Catalogue of Life.